# Hermanos de las Escuelas Cristianas
El Instituto de los Hermanos de las Escuelas Cristianas (FSC; en latín, Institutum Fratrum Scholarum Christianarum), más conocidos como Hermanos de La Salle o Hermanos de las Escuelas Cristianas (Fratres Scholarum Christianarum), es una congregación católica de maestros laicos fundada por Juan Bautista de La Salle en Reims, Francia, en el año de 1680. Fue aprobado por la Santa Sede el 26 de enero de 1725 por el papa Benedicto XIII por medio de la Bula In Apostolicae Dignitatis Solio. El año anterior (24 de septiembre) había recibido también las cartas patentes del Rey Luis XIV que le concedían personalidad jurídica en el reino de Francia. La congregación reúne a cerca de 3,700 hermanos y cerca de un millón de alumnos en más de 85 países.
Es la primera congregación religiosa masculina enteramente laical, es decir, no hay entre sus miembros a personas que hayan recibido órdenes sagradas (diaconado, sacerdocio o episcopado), ni sus miembros buscan recibirlas en ningún momento por considerarlas ajenas a su vocación e identidad.

## Historia
Una memoria escrita en Ruan el año 1721, dos años después de la muerte de Juan Bautista De La Salle, expresa de forma sucinta lo que este hombre había conseguido entre los años 1679 y 1719.

El Señor De La Salle ... tuvo la idea de crear escuelas en las que los hijos de los artesanos y de los pobres aprendieran gratuitamente a leer, escribir y aritmética, y recibieran una educación cristiana por medio de catecismos y otras instrucciones apropiadas para la formación de buenos cristianos. Con este propósito reunió un grupo de hombres solteros. Trabajó para hacerles vivir de un modo coherente con el fin de su Instituto, y para renovar la vida de los primeros cristianos... les compuso unas Reglas...

.

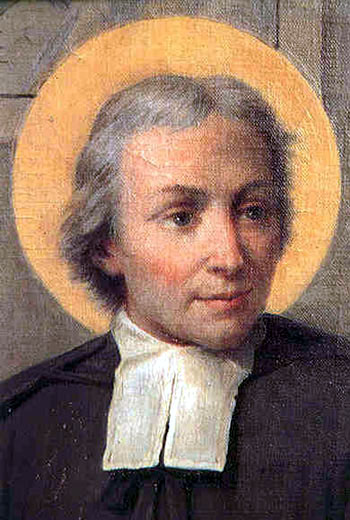
Juan Bautista de La Salle, santo fundador de la Comunidad Lasaliana y patrono universal de los educadores.

Debido a los sucesos desencadenados en la Revolución francesa la existencia legal del Instituto en Francia queda en suspenso de 1792 a 1805. Tan solo un pequeño grupo de hermanos continuó existiendo oficialmente en los Estados Pontificios.
La restauración de la misión lasallista (también lasaliana o lasallana) en Francia supuso el comienzo de un siglo de extraordinario crecimiento en la propia tierra de origen, vio su expansión fuera de Francia en 35 países del mundo y el desarrollo de una política misionera, mucho más allá de lo que La Salle y la primera generación de hermanos hubieran podido imaginar. Los 160 hermanos de Francia e Italia en 1810, pasaron a ser 14.631 hermanos a finales del siglo que culminó con la solemne canonización de su Fundador en 1900.
El perfil del Instituto, acelerado por la serie de "leyes de secularización" que afectaron al Instituto en Francia durante los años 1904 -1912, cambió dramáticamente. Las escuelas, a menudo apresuradamente, fueron obligadas a cerrar, como consecuencia de una severa legislación contra las congregaciones religiosas que se responsabilizaban de ellas. Frente a estas prohibiciones, algunos religiosos se prepararon para renunciar a algunos aspectos de su vida pasada y así poder salvar las obras. Otros consideraron que esto era una traición, incluso una "apostasía", y procuraron continuar su vida religiosa y su apostolado fuera de Francia.
El sur de Bélgica, Canadá y España fueron al principio los principales beneficiarios de la expatriación. Georges Rigault, en su Histoire générale des Frères des Ecoles Chrétiennes (Volumen10), anota el ímpetu dado a las comunidades ya existentes en Argentina, Venezuela, Ecuador y Egipto por estos hermanos autoexiliados, al igual que ocurrió con los que resultarían ser los nuevos Distritos (Provincias religiosas) de Brasil, Panamá, México, África Norte y Australia.

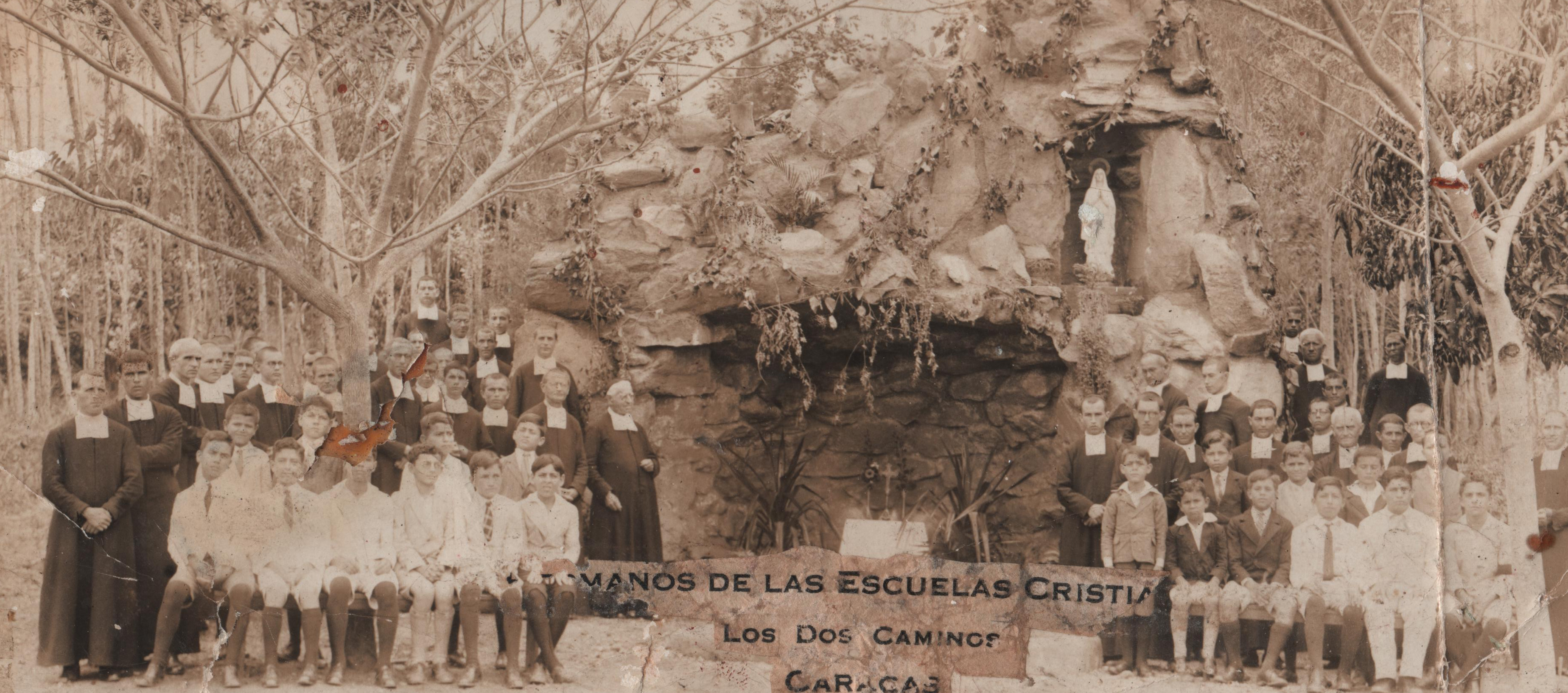
Hermanos de las escuelas Cristianas - Los Dos Caminos - Caracas Circa 1940

Después de 1966, después del Concilio Vaticano II, cuando el Instituto tenía el mayor número de miembros de toda su historia, vino un período de rápido declive, en cuyo transcurso un número significativo de sus miembros, por razones diversas, decidieron dejar el Instituto. A la vez se estaba dando una notable disminución en el ingreso de nuevos miembros, de manera que los números totales de 1986 venían a ser la mitad de los que existían veinte años antes. Y sin embargo, paradójicamente, las obras apostólicas de las que el Instituto era responsable en 1986 eran más numerosas, en razón del crecimiento de la Familia Lasaliana.
Actualmente, el ministerio de los hermanos se desarrolla junto a unos 60 000 colaboradores seglares y más de 750 000 alumnos en 85 países. En los cinco continentes y con datos al 31 de diciembre de 2009, existen en el Instituto 796 comunidades conformadas por 4883 hermanos; además, cuenta actualmente con 470 jóvenes que se preparan en sus distintas casas de formación. Cuando se hace referencia a La Salle como una familia educativa, los límites se amplían significativamente. En América Latina, existen 274 escuelas Lasalianas repartidas en 19 naciones; en ellas, trabajan directamente 29 750 Maestros que comparten con 744 hermanos.

## Hermanos superiores generales
La Congregación Lasaliana está dirigida por un superior general, quien acompañado por el vicario general y un consejo general, deben velar por el crecimiento y la administración de las obras lasalianas repartidas por el mundo, desde la Casa general con sede en Roma, Italia. Después de su fundador, Juan Bautista de La Salle, el Instituto de los Hermanos de las Escuelas Cristianas ha tenido 27 superiores generales. Se los presenta aquí según el orden cronológico. La lista completa a continuación:
| Hermano                     | Nombre de nacimiento          | Período     | País           |
| --------------------------- | ----------------------------- | ----------- | -------------- |
| Barthélemy                  | Joseph Truffet                | 1717 - 1720 | Francia        |
| Timothée                    | Guillaume Bazin               | 1720 - 1751 | Francia        |
| Claude                      | Pierre Nivet                  | 1751 - 1767 | Francia        |
| Florence                    | Jean Boubel                   | 1767 - 1777 | Francia        |
| Agathon                     | Joseph Gonlieu                | 1777 - 1798 | Francia        |
| Frumence                    | Jean-Baptiste Herbet          | 1798 - 1810 | Francia        |
| Gerbaud                     | Sébastien Thomas              | 1810 - 1822 | Francia        |
| Guillaume-de-Jésus          | François Marre                | 1822 - 1830 | Francia        |
| Anaclet                     | Claude-Louis Constantin       | 1830 - 1838 | Francia        |
| Philippe                    | Mathieu Bransiet              | 1838 - 1874 | Francia        |
| Jean-Olympe                 | Joseph-Just Paget             | 1874 - 1875 | Francia        |
| Irlide                      | Jean-Pierre Casaneuve         | 1875 - 1884 | Francia        |
| Joseph                      | Jean-Marie Josserand          | 1884 - 1897 | Francia        |
| Gabriel-Marie               | Edmond Brunhes                | 1897 - 1913 | Francia        |
| Imier de Jésus              | Jean-Antoine Lafabrègue       | 1913 - 1923 | Francia        |
| Allais-Charles              | Jean Petiot                   | 1923 - 1928 | Bélgica        |
| Adrien                      | Adrien Petiot                 | 1928 - 1934 | Francia        |
| Junien Victor               | Auguste Détharré              | 1934 - 1940 | Francia        |
| Arèse-Casimir               | Noël Valentin Bression        | 1940 - 1946 | Francia        |
| Athanase                    | Louis-Arthur Ritimann         | 1946 - 1952 | Francia        |
| Dionysius van Jezus         | Alphonse-François De Schepper | 1952 - 1956 | Países Bajos   |
| Nicet-Joseph                | Pierre-Paul Loubet            | 1956 - 1966 | Francia        |
| Charles Henry               | Thomas-Joseph Buttimer        | 1966 - 1976 | Estados Unidos |
| José Pablo Basterrechea     | José Pablo Basterrechea       | 1976 - 1986 | España         |
| John Johnston               | John Johnston                 | 1986 - 2000 | Estados Unidos |
| Álvaro Rodríguez Echeverría | Álvaro Rodríguez Echeverría   | 2000 - 2014 | Costa Rica     |
| Robert Schieler             | Robert Schieler               | 2014 - 2022 | Estados Unidos |
| Armin Luistro               | Armin Luistro                 | 2022 -      | Filipinas      |

## Administración
Como todo Instituto de vida Consagrada de la Iglesia católica, el Instituto de los Hermanos de las Escuelas Cristianas está sujeto a las disposiciones y directrices de la Santa Sede y de la Regla propia al instituto, en donde se estipula todo lo referente a la vida y obra de la Congregación.

### El Superior General
La cabeza del Instituto de los Hermanos de las Escuelas Cristianas es Armin Luistro quien desde el 18 de mayo de 2022 desempeña el cargo de superior general de la congregación.
El hermano superior general es elegido por el Capítulo General que se reúne cada siete años, y " ejerce su autoridad sobre todo el Instituto según el derecho canónico y la legislación del instituto".
Luego de su elección sitúa su residencia en la Casa Generalicia, ubicada en la ciudad de Roma, Italia, desde donde realiza sus funciones de Superior. Dichas funciones son:
- Convocar al Capítulo General ordinario y, si el caso lo requiere, un Capítulo General extraordinario;
- Conferir los cargos según la legislación canónica y a la del Instituto;
- Delegar, dentro de los límites fijados por el derecho, parte de sus poderes en hermanos de su elección;
- Mantener, como primer representante del Instituto y en nombre de este, las debidas relaciones con la jerarquía eclesiástica, así como con cualquier otra autoridad o institución;
- Autorizar, a petición debidamente justificada de las instancias correspondientes y con el parecer de su Consejo, algunas derogaciones temporales a las normas disciplinarias establecidas por la legislación propia del Instituto.[7]

En caso de incapacidad por enfermedad o impedimento, el hermano superior general puede declinar temporalmente sus poderes en el hermano vicario general.

### El Consejo General
Tras la celebración del 44.º Capítulo General del Instituto, en el año 2007, se hicieron cambios sustanciales en la estructura del Consejo General, descentralizando el gobierno central y dirigiéndolo hacia las regiones lasalianas. La principal función de este consejo es formar una comunidad en torno al superior general y colaborar muy de cerca con él.
El Consejo General está conformado por diez hermanos: El hermano superior general, el hermano vicario general, tres hermanos consejeros residentes (en Roma) y cinco hermanos consejeros para las regiones; estos últimos fijan su residencia fuera de Roma, en las regiones a las que son encomendados. Todos estos hermanos buscan favorecer la comunión y la interdependencia en el seno del Instituto. Además se esfuerzan por difundir entre los hermanos el conocimiento del fundador para transmitir el sentido propio y la misión del instituto.
En la actualidad el Consejo General está conformado de la siguiente manera:
- Armin Luistro superior general;
- Carlos Gómez, vicario general;
- Joel Palud, consejero general para la Región RELEM;
- Martin Digilio, consejero general para la Región RELAL;
- Ricardo Laguda, consejero general para la Región PARC;
- Chris Patiño, consejero general para la Región RELAN;
- Anatole Diretenadji, consejero general para la Región RELAF.

## Las regiones lasalianas
Según la Regla del Instituto, la región se concibe, no como estructura de gobierno, sino como órgano de coordinación y de colaboración entre distintos sectores del Instituto que deciden unirse En este sentido todos los distritos, subdistritos y delegaciones forman parte de una región.
El hermano consejero para la región es el encargado permanente de la animación regional, quien junto a la Comunidad de Animación Regional, velan por coordinar, aconsejar, y propiciar la unión dentro de sus regiones.
En la actualidad existen seis regiones lasalianas alrededor del mundo, ellas son:

### Conferencia Regional Pacífico-Asia (Pacific-Asia Regional Conference, PARC)
Su consejero general es Ricardo Laguda. Se subdivide en:
- Distrito Lasaliano de Australia/Nueva Zelanda/Pakistán/Papúa-Nueva Guinea.
- Distrito Lasaliano de Colombo.
- Distrito Lasaliano de Vietnam.
- Distrito Lasaliano de Asia Oriental (LEAD).
- Delegación Lasaliana de India.

Comprende los países de: Australia, China, India, Indonesia, Japón, Malasia, Myanmar, Nueva Zelanda, Pakistán, Papúa Nueva Guinea, Filipinas, Sri Lanka, Singapur, Tailandia y Vietnam.

### Región Lasaliana de África (Region Lasallienne d'Afrique, RELAF)
Su consejero general es Anatole Diretenadji. Se subdivide en:
- Distrito Lasaliano de África central.
- Distrito Lasaliano de África occidental.
- Distrito Lasaliano de Antananarivo.
- Distrito Lasaliano de Congo-Kinshasa.
- Distrito Lasaliano de Golfo de Benín.
- Distrito Lasaliano de Charles Lwanga de África.
- Delegación Lasaliana de Ruanda.

Comprende los países de: Benín, Burkina Faso, Camerún, Chad, República Democrática del Congo, Costa de Marfil, Egipto, Eritrea, Etiopía, Guinea Conakry, Guinea Ecuatorial, Kenia, Madagascar, Mozambique, Níger, Nigeria,  Reunión, Ruanda, Sudáfrica, Sudán, Sudán del Sur y Togo.

### Latinoamericana Lasallista (RELAL)
Su consejero general es Martin Digilio. Se subdivide en:
- Distrito Lasallista de Antillas-México Sur.
- Distrito Lasallista de Argentina-Paraguay.
- Distrito Lasallista de Bogotá (Colombia).
- Distrito Lasallista de Bolivia-Perú.
- Distrito Lasallista de Brasil-Chile.
- Distrito Lasallista de Centroamérica-Panamá.
- Distrito Lasallista de Medellín (Colombia).
- Distrito Lasallista de México Norte.
- Distrito Lasallista Norandino.

Comprende los países de: Argentina, Belice, Bolivia, Brasil, Chile, Colombia, Costa Rica, Cuba, Ecuador, El Salvador, Guatemala, Guyana, Haití, Honduras, México, Nicaragua, Panamá, Paraguay, Perú, Puerto Rico, República Dominicana y Venezuela.

### Región Lasallista Europea-Mediterránea (RELEM)
Su encargado es el hermano consejero general regional Joel Palud.
Comprende los países de: Francia, España, Portugal, Andorra, Mónaco, Vaticano, Suiza, Alemania, Liechtenstein, Austria, Hungría, Polonia, Eslovaquia, Lituania, Italia, Bélgica, Bulgaria, Chipre, Eslovaquia, Grecia, Hungría, Irlanda, Reino Unido, Luxemburgo, Malta, Países Bajos-Holanda, Rumania, Bosnia y Herzegovina, Croacia, Eslovenia, Macedonia del Norte, Montenegro, Serbia, Kosovo: territorio en disputa entre Serbia y la autodenominada República de Kosovo, Turquía, Israel, Palestina, Egipto, Sudán, La Guayana Francesa.

### Región Lasaliana de América del Norte (RELAN)
Su encargado es el hermano consejero general regional Chris Patiño. Comprende los países de: Estados Unidos y la Provincia de Canadá de Ontario. Comprende la antigua región del Canadá Francófono

## Ignorantinos
Voltaire, en uno de sus escritos, llama despectivamente «ignorantinos» («ignorantes») a los hermanos de las escuelas cristianas, pues, según él, transmiten al pueblo las «mentiras de la fe y la religión».

## Acusaciones de abuso sexual contra menores
La institución ha estado involucrada en casos de pederastia perpetuados por sus trabajadores en muchos países como Escocia (St Ninian's en Gartmore, Stirlingshire; St Joseph's en Tranent; St Mary's en Bishopbriggs), Australia, Estados Unidos e Irlanda. La Corte Suprema del Reino Unido declaró culpable a la propia institución, el Instituto de los hermanos de las Escuelas Cristianas, como responsable de los abusos sexuales a menores cometidos por maestros entre 1952 y 1992.
En Australia, la investigación de la Comisión Real sobre Respuestas Institucionales al Abuso Sexual Infantil, informó en diciembre de 2013 que en el período comprendido entre el 1 de enero de 1996 y el 30 de septiembre de 2013, el programa Hacia la Curación de la Iglesia Católica recibió 2.575 denuncias de abuso, en su mayoría del periodo 1950–1980. La mayor parte de las denuncias fueron a personal de las instituciones de los hermanos cristianos, de los maristas y de La Salle.
En España, según el periódico El País, La Salle es una de las pocas instituciones cristianas que se ha negado a investigar las acusaciones de abusos sexuales a menores cometidas por sus miembros en el pasado, al contrario de otras órdenes, como los maristas o los salesianos. En España, el 23% de los centros de este Instituto tienen acusaciones de pederastia. Ante estas acusaciones, la dirección de la institución afirma enviar todos los casos reportados a fiscalía, tiene un protocolo público de actuación en caso de denuncia de abusos a menores, ha pedido perdón por los episodios del pasado y ha publicado diversas réplicas son su política de protección en los medios de comunicación.

## Santos y Beatos lasalianos
Se presenta a continuación una lista de los hermanos cuya vida ha sido reconocida oficialmente por la Iglesia católica como modélica para los cristianos y han recibido por ello el título de santo o beato:
1. Juan Bautista De La Salle (Fundador)
2. San Miguel Febres Cordero (Francisco)
3. San Benildo (Pierre Romancon)
4. San Muciano-María Wiaux
5. San Salomón Leclercq (Guillaume-Nicolas-Louis)
6. Santos Mártires de Turón: Cirilo Beltrán Sanz Tejedor, Marciano José López y López, Victorino Pío Bernabé Cano, Julián Alfredo Fernández Zapico, Benjamín Julián Alonso Andrés, Augusto Andrés Martínez Fernández, Aniceto Adolfo Seco Gutiérrez, Benito de Jesús Valdivieso (Héctor Valdivieso. Primer Santo Argentino).
7. San Jaime Hilario Barbal Cosán
8. Beatos Hermanos Mártires de los Pontones de Rochefort: Roger Faverge, Uldaric Guillaume y Léon Mopinot
9. Beato Raphaël-Louis Rafiringa
10. Beato Arnould Reche
11. Beato Scubilion Rousseau (Jean-Bernard)
12. Beato James Miller
13. Beatos Hermanos Mártires de Almería (19 hermanos)
14. Beatos Hermanos Mártires de Valencia (5 hermanos)
15. Beatos Hermanos Mártires de Barcelona (44 hermanos)
16. Beatos Hermanos Mártires de Santa Cruz de Mudela (5 hermanos)
17. Beatos Hermanos Mártires de Consuegra (4 hermanos)
18. Beatos Hermanos Mártires de Lorca (5 hermanos)
19. Beatos Hermanos Mártires de Tarragona (39 hermanos)
20. Beatos Hermanos Mártires de Madrid (37 hermanos divididos en dos causas: Griñón y Sagrado Corazón)

Además de los hermanos, algunos exalumnos han alcanzado los altares, entre ellos Gabriel de la Dolorosa, y José Martín.